# Torrent de la Corriu
El Torrent de la Corriu és un afluent per la dreta de l'Aigua de Valls, a la Vall de Lord. De direcció predominat, NW-SE, neix a 1.392 m. d'altitud a la capçalera del cingle de l'Espluga a escassos 75 m de les runes de l'antiga masia de l'Espluga, al terme municipal de Guixers en el qual farà tot el seu recorregut. Just acabat de néixer, es despenya per la citada cinglera saltant 77 m de desnivell i a continuació travessa el bosc de Cal Maçaners fins a desembocar a l'Aigua de Valls al Molí de la Corriu, a 908 m. d'altitud. La xarxa hidrogràfica del Torrent de la Corriu, que també transcorre íntegrament pel terme municipal de Guixers, està constituïda per 4 cursos fluvials. D'aquests, 2 són tributaris de 1r nivell de subsidiarietat i 1 ho és de 2n nivell. La totalitat de la xarxa suma una longitud de 3.090 m.

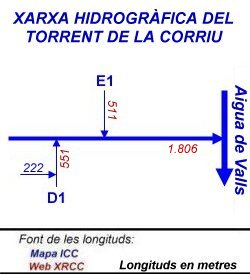
Xarxa hidrogràfica del Torrent de la Corriu

| Recorregut (en m.) | Altitud (en m.) | Pendent |
| ------------------ | --------------- | ------- |
| 0                  | 1.392           | -       |
| 250                | 1.228           | 65,6    |
| 500                | 1.145           | 33,2    |
| 750                | 1.088           | 22,8    |
| 1.000              | 1.052           | 14,4    |
| 1.250              | 1.020           | 12,8    |
| 1.500              | 983             | 14,8    |
| 1.750              | 920             | 25,2    |
| 1.806              | 908             | 9,0     |